# جاك إينسلي
جاك إينسلي (بالإنجليزية: Jack Ainsley)‏ هو لاعب كرة قدم بريطاني، ولد في 17 سبتمبر 1990 في إبسوتش في المملكة المتحدة. شارك مع منتخب إنجلترا تحت 17 سنة لكرة القدم. أما مع النوادي، فقد لعب مع إيبسويتش تاون وروشدين ودايموندز ونادي تشيلمسفورد.

## وصلات خارجية
- جاك إينسلي على موقع قاعدة بيانات كرة القدم.إي يو (الإنجليزية)
- جاك إينسلي على موقع Soccerbase.com (لاعب) (الإنجليزية)
- جاك إينسلي على موقع Soccerway.com (الإنجليزية)